# Lithostege nivearia
Lithostege nivearia är en fjärilsart som beskrevs av Jacob Hübner 1796-1799. Lithostege nivearia ingår i släktet Lithostege och familjen mätare. Inga underarter finns listade i Catalogue of Life.